# Campionati oceaniani di ciclismo su strada - Corsa in linea femminile Elite
La Corsa in linea femminile Elite è una delle prove disputate durante i campionati oceaniani di ciclismo su strada. Inserita per la prima volta nel 2003 nel programma dei campionati, la corsa si disputa regolarmente, con la sola eccezione del biennio 2020-21, quando venne annullata a causa della pandemia da COVID-19.

## Albo d'oro
Aggiornato all'edizione 2023.
| Anno      | Vincitore                                        | Secondo                                          | Terzo                                            |
| --------- | ------------------------------------------------ | ------------------------------------------------ | ------------------------------------------------ |
| 2003      | Leonie Burford                                   | Elizabeth Williams                               | Lorian Graham                                    |
| 2005      | Sarah Ulmer                                      | Susie Wood                                       | Toni Bradshaw                                    |
| 2007      | Kathryn Watt                                     | Carla Ryan                                       | Peta Mullens                                     |
| 2008      | Rochelle Gilmore                                 | Joanne Kiesanowski                               | Emma Crum                                        |
| 2009      | Alexis Rhodes                                    | Ruth Corset                                      | Rochelle Gilmore                                 |
| 2010      | Bridie O'Donnell                                 | Karen Fulton                                     | Rochelle Gilmore                                 |
| 2011      | Shara Marche                                     | Bridie O'Donnell                                 | Chloe McConville                                 |
| 2012      | Gracie Elvin                                     | Shara Marche                                     | Rachel Neylan                                    |
| 2013      | Katrin Garfoot                                   | Amy Bradley                                      | Carla Ryan                                       |
| 2014      | Jessica Allen                                    | Lisa Keeling                                     | Carla Ryan                                       |
| 2015      | Lauren Kitchen                                   | Elizabeth Williams                               | Katrin Garfoot                                   |
| 2016      | Shannon Malseed                                  | Jessica Mundy                                    | Lisen Hockings                                   |
| 2017      | Lisen Hockings                                   | Shannon Malseed                                  | Lucy Kennedy                                     |
| 2018      | Sharlotte Lucas                                  | Grace Brown                                      | Mikayla Harvey                                   |
| 2019      | Sharlotte Lucas                                  | Sarah Gigante                                    | Jemma Eastwood                                   |
| 2020-2021 | non disputata a causa della pandemia di COVID-19 | non disputata a causa della pandemia di COVID-19 | non disputata a causa della pandemia di COVID-19 |
| 2022      | Josie Talbot                                     | Danielle De Francesco                            | Amber Pate                                       |
| 2023      | Sophie Edwards                                   | Matilda Raynolds                                 | Ruth Corset                                      |

## Medagliere
| Pos.   | Nazione       | Oro | Argento | Bronzo |    |
| ------ | ------------- | --- | ------- | ------ | -- |
| 1      | Australia     | 13  | 13      | 13     | 39 |
| 2      | Nuova Zelanda | 4   | 4       | 4      | 12 |
| Totale | Totale        | 17  | 17      | 17     | 51 |